# 22. Flak-Division
A 22. Flak-Division (em português: Vigésima-segunda Divisão Antiaérea) foi uma divisão de defesa antiaérea da Luftwaffe durante a Alemanha Nazi, que prestou serviço na Segunda Guerra Mundial. De 1 de maio de 1943 até abril de 1945, esta divisão esteve subordinada ao Luftgau Kommando VI, e de abril de 1945 em diante, ao III. Flakkorps.

## Comandante
- Friedrich Römer, (1 de Maio de 1943 - 16 de Abril de 1945)[2]